# Rhamphomyia olympiana
Rhamphomyia olympiana är en tvåvingeart som beskrevs av Bartak 1999. Rhamphomyia olympiana ingår i släktet Rhamphomyia och familjen dansflugor.
Artens utbredningsområde är Grekland. Inga underarter finns listade i Catalogue of Life.